# 2008年民主進步黨主席選舉
民主進步黨第十二屆黨主席選舉，於2008年5月18日舉行，是民主進步黨自1998年第八屆黨主席選舉以來所舉辦的第五次黨員直選黨主席。選舉方式採用直接、平等、無記名、單記、相對多數投票制度。在當年的中華民國總統選舉中，民進黨推選的候選人、代理黨主席謝長廷慘敗，選舉後謝長廷宣布辭去黨主席職務，但經中央黨部挽留後決定留任至新任黨主席產生為止。
該次選舉共有三位參選人，依抽籤順序分別為：前任總統府資政辜寬敏、前任行政院副院長蔡英文、以及時任立法委員蔡同榮。民主進步黨於5月18日晚間宣布開票結果，蔡英文以歷屆最高的73,865票勝出，當選民主進步黨第12屆黨主席，得票率57.14%；辜寬敏以48,882票次之，得票率37.81%；而蔡同榮由於在選舉末期宣布退選，轉而支持辜寬敏，故僅獲得6,530票，得票率5.05%。蔡英文並於同年5月20日宣誓就職，成為民主進步黨創黨以來首位女性黨主席。

## 政治背景
在當年的總統選舉中，民進黨提名的候選人、代理黨主席謝長廷慘敗，選後謝宣布辭去黨主席職務，但經中央黨部挽留後決定留任至新任黨主席產生為止。在這段期間，黨內檢討聲浪再起，民進黨並舉辦了多場改革座談會，檢討成敗得失，甚至邀請歷任黨主席、黨秘書長、以及媒體等參與意見。然而，排藍民調的存廢，卻在黨內引發相當的議論，但最終仍由中執會決議廢除。
謝長廷、呂秀蓮等人亦號召年輕人入黨，為民進黨注入新血，而謝長廷更建議，開放新入黨的年輕人於黨主席選舉中投票。雖然呂秀蓮、蘇貞昌等人表示此項提議「對其他年齡層的黨員不公平」，但中執會最終仍未經表決即通過修改黨職人員選舉辦法，給予新入黨的年輕人於黨主席選舉的投票權。
民進黨在執政八年後，最終還是重回在野，敗選後的民進黨情緒一度低落，還存在著黨內分裂的危機；同時檢討黨的價值、路線、方針，實行改革的呼籲不斷涌現。謝長廷退出政壇、陳水扁告別總統生涯等，象徵民進黨世代即將進行交替。本次黨主席的選舉被認為是民進黨的一次轉折點和機會，影響黨的未來走向；黨的臺灣獨立路線的爭論和態度成為此次選舉的主要焦點。

## 選舉作業時程
民進黨中執會於2008年4月7日決議黨主席選舉作業的時程：
| 民主進步黨第12屆黨主席選舉作業時程 | 民主進步黨第12屆黨主席選舉作業時程 |
| 辦理日期                           | 作業項目                           |
| ---------------------------------- | ---------------------------------- |
| 2008年4月9日                       | 中央黨部發佈公告。                 |
| 2008年4月14日至4月18日             | 參選人領表及受理登記。             |
| 2008年4月21日至5月9日              | 黨中央向登記參選人進行溝通協調。   |
| 2008年4月24日                      | 黨主席候選人抽籤決定號次。         |
| 2008年5月10日                      | 舉辦電視辯論會「黨主席報告」。     |
| 2008年5月18日                      | 進行黨員投票、開票。               |
| 2008年5月20日                      | 中執會公告黨主席當選名單。         |

## 候選人
| 號次   | 1 | 2 | 3 |
| 政黨   | 民主進步黨 | 民主進步黨 | 民主進步黨 |
| 候選人 | 辜寬敏 | 蔡英文 | 蔡同榮 |
| 學歷   | - 國立臺灣大學政治系畢業 | - 國立臺灣大學法律系畢業（1978） - 美國康乃爾大學法學碩士（1980） - 英國倫敦政經學院法學博士（1984） | - 國立臺灣大學法律系畢業（1958） - 美國田納西大學政治系碩士（1962） - 美國南加州大學政治學博士（1969）                                                                                                   |
| 簡歷   | - 臺大聯合自治會主席 - 臺大留日校友會會長 - 臺灣青年會委員長 - 榮星企業機構董事長 - 建國黨顧問 - 民主進步黨顧問 - 總統府資政 - 臺灣高爾夫俱樂部會長 | - 法學教授（1984-2000） - 經濟部首席法律顧問（1993-2000） - 行政院陸委會諮詢委員（1994-1998） - 行政院公平會諮詢委員（1995-1998） - 國安會諮詢委員（1999-2000） - 行政院陸委會主委（2000-2004） - 總統府國策顧問（2004-2005） - 立法委員（2004-2006） - 行政院消保會主委（2006-2007） - 行政院副院長（2006-2007） | - 臺獨聯盟主席（1970-1971） - 臺灣人公共事務會會長（1982-1983） - 公民投票促進會會長（1990-2005） - 立法委員（1993-時任） - 民視董事長（1996-2003） - 主流聯盟召集人（2000-2006） - 中華馬拉松協會理事長 |
| 出生地 | 日治臺灣臺北州 | 中華民國臺灣省臺北市 | 日治臺灣臺南州 |

### 辜寬敏
辜寬敏是臺灣著名企業家，民主進步黨元老，辜振甫的胞弟，兩蔣時期在日本以巨大財力推動臺灣獨立運動。81歲高齡的辜寬敏表示他出來參選是擔心民主進步黨和臺灣獨立的力量會散去，又表示這次黨主席選舉是其人生的最后一戰。辜寬敏認為臺灣不應該無條件的與大陸妥協，強調臺灣獨立路線對于民進黨的重要性。 
| 背書   | 背書       | 背書                   |
| 姓名   | 黨內派系   | 政治職務               |
| ------ | ---------- | ---------------------- |
| 蔡同榮 | 福利國連線 | 時任立法委員。         |
| 陳師孟 | （無）     | 前任總統府秘書長。     |
| 謝志偉 | （無）     | 時任行政院新聞局局長。 |

### 蔡英文
蔡英文曾任陸委會主委、中華民國第6屆立法委員、行政院副院長等職務。曾作為李登輝總統的顧問起草兩國論，後來思想轉向泛綠，2004年加入民主進步黨。她被外界認為學識、形象較好，屬于中間路線派。在候選人登記的最後一天，她才確定參選。蔡英文更傾向于國民黨的「維護臺灣主權」的說法，認為作為移民社會的臺灣應該在大家可接受的共同基礎上取得對兩岸關係的共識。選前民調顯示蔡英文的支持率最高。 
| 背書   | 背書     | 背書             |
| 姓名   | 黨內派系 | 政治職務         |
| ------ | -------- | ---------------- |
| 陳菊   | 新潮流系 | 時任高雄市市長。 |
| 陳明文 | 正義連線 | 時任嘉義縣縣長。 |
| 蘇煥智 | 正義連線 | 時任臺南縣縣長。 |

### 蔡同榮
蔡同榮是中華民國第2屆至第7屆立法委員，長期在美國推動臺灣獨立運動和人權運動，曾經被列入黑名單無法返臺，致力于正名制憲運動以及公民投票決定臺灣命運。蔡同榮認為臺灣應該要有強烈的民族主義和愛國主義以求得生存。蔡同榮于4月14日宣布參選，5月12日宣布退選，轉而支持辜寬敏
。
| 背書   | 背書     | 背書             |
| 姓名   | 黨內派系 | 政治職務         |
| ------ | -------- | ---------------- |
| 許添財 | 正義連線 | 時任臺南市市長。 |

## 選舉結果

### 得票統計
| 號次   | 候選人 | 候選人 | 得票數  | 得票率  | 狀態    |
| ------ | ------ | ------ | ------- | ------- | ------- |
| 1      |        | 辜寬敏 | 48,882  | 37.81%  |         |
| 2      |        | 蔡英文 | 73,865  | 57.14%  |         |
| 3      |        | 蔡同榮 | 6,530   | 5.05%   |         |
| 投票數 | 投票數 | 投票數 | 129,277 | 129,277 | 129,277 |
| 投票率 | 投票率 | 投票率 | 51.14%  | 51.14%  | 51.14%  |

最後選舉結果出爐，由蔡英文當選民主進步黨黨主席。蔡英文亦在此次選舉中打破了數項記錄：
- 蔡英文的得票數（73,865票），為黨主席開放黨員直選以來歷屆最高者；得票率（57.14%），亦為歷屆黨主席差額選舉中的最高者。
- 此外，蔡英文亦成為成為民主進步黨創黨以來首位女性黨主席，同時也是歷任黨魁中年齡、黨齡最輕的一位。

### 各縣市詳細投票結果
| 黨部別   | 投票數 | 辜寬敏 | 辜寬敏 | 蔡英文 | 蔡英文 | 蔡同榮 | 蔡同榮 | 首次名 得票差 |
| 黨部別   | 投票數 | 得票數 | 得票率 | 得票數 | 得票率 | 得票數 | 得票率 | 首次名 得票差 |
| -------- | ------ | ------ | ------ | ------ | ------ | ------ | ------ | ------------- |
| 臺北市   | 15,145 | 7,209  | 47.60% | 7,404  | 48.89% | 532    | 3.51%  | 195           |
| 臺北縣   | 20,129 | 7,308  | 36.31% | 11,818 | 58.71% | 1,003  | 4.98%  | 4,510         |
| 基隆市   | 749    | 232    | 30.97% | 493    | 65.82% | 24     | 3.20%  | 261           |
| 宜蘭縣   | 3,481  | 1,135  | 32.61% | 2,191  | 62.94% | 155    | 4.45%  | 1,056         |
| 桃園縣   | 6,363  | 1,490  | 23.42% | 4,523  | 71.08% | 350    | 5.50%  | 3,033         |
| 新竹縣   | 963    | 126    | 13.08% | 790    | 82.04% | 47     | 4.88%  | 664           |
| 新竹市   | 533    | 76     | 14.26% | 449    | 84.24% | 8      | 1.50%  | 373           |
| 苗栗縣   | 1,395  | 338    | 24.23% | 968    | 69.39% | 89     | 6.38%  | 630           |
| 臺中縣   | 6,431  | 2,709  | 42.12% | 3,383  | 52.60% | 339    | 5.27%  | 674           |
| 臺中市   | 5,443  | 2,430  | 44.64% | 2,799  | 51.42% | 214    | 3.93%  | 369           |
| 彰化縣   | 4,246  | 2,309  | 54.38% | 1,694  | 39.90% | 243    | 5.72%  | 615           |
| 南投縣   | 847    | 346    | 40.85% | 456    | 53.84% | 45     | 5.31%  | 110           |
| 雲林縣   | 2,647  | 1,074  | 40.57% | 1,441  | 54.44% | 132    | 4.99%  | 367           |
| 嘉義縣   | 3,864  | 918    | 23.76% | 2,802  | 72.52% | 144    | 3.73%  | 1,884         |
| 嘉義市   | 1,846  | 1,321  | 71.56% | 490    | 26.54% | 35     | 1.90%  | 831           |
| 臺南縣   | 8,327  | 3,519  | 42.26% | 4,368  | 52.46% | 440    | 5.28%  | 849           |
| 臺南市   | 7,791  | 3,215  | 41.27% | 4,236  | 54.37% | 340    | 4.36%  | 1,021         |
| 高雄市   | 16,184 | 6,582  | 40.67% | 8,573  | 52.97% | 1,029  | 6.36%  | 1,991         |
| 高雄縣   | 11,984 | 3,073  | 25.64% | 8,045  | 67.13% | 866    | 7.23%  | 4,972         |
| 屏東縣   | 6,217  | 1,314  | 21.14% | 4,595  | 73.91% | 308    | 4.95%  | 3,281         |
| 花蓮縣   | 1,737  | 937    | 53.94% | 737    | 42.43% | 63     | 3.63%  | 200           |
| 臺東縣   | 494    | 125    | 25.30% | 340    | 68.83% | 29     | 5.87%  | 215           |
| 澎湖縣   | 525    | 298    | 56.76% | 202    | 38.48% | 25     | 4.76%  | 96            |
| 金門縣   | 389    | 56     | 14.40% | 316    | 81.23% | 17     | 4.37%  | 260           |
| 勞工黨部 | 843    | 366    | 43.42% | 431    | 51.13% | 46     | 5.46%  | 65            |
| 海外黨部 | 704    | 376    | 53.41% | 321    | 45.60% | 7      | 0.99%  | 55            |

### 內文注釋
1. ↑  辜寬敏出生於台灣日治時期。
2. ↑  蔡英文出生時臺北市仍屬臺灣省。
3. ↑  蔡同榮出生於台灣日治時期。

### 外部連結
- 第十二屆黨主席選舉結果新聞稿，民主進步黨。